# Figuras de cogumelos de Tassili
As popularmente chamadas figuras de cogumelos de Tassili são petróglifos e pinturas rupestres do neolítico descobertos em Tassili n'Ajjer, Argélia, que contém características que se assemelham a cogumelos. Com hipótese de datarem até a 7000–5000 a.C., são consideradas por alguns pesquisadores figuras que contém conotação xamânica e uma das evidências mais significativas para dados etnomicológicos. É possivelmente o mais antigo exemplo de arte rupestre utilizado para a alegação do uso ritual de fungos na pré-história, com Tassili sendo o primeiro sítio que pode provavelmente conter representações do gênero Psilocybe (o segundo exemplo é no sítio arqueológico espanhol de Selva Pascuala). No entanto, as interpretações dos desenhos de Tassili são contestadas e não se sabe se representam de fato cogumelos, nem elementos naturais ou culturais específicos.

## História e interpretação
A descoberta de arte rupestre pré-histórica no sítio arqueológico de Tassili n'Ajjer ocorreu durante as décadas de 1910, 1930 e 1960. O popularizador dessas figuras em específico foi Henri Lhote (em publicações de 1968, 1973), que as associou a cerimônias xamânicas especializadas, na hipótese de que suas cavernas serviam de santuários sagrados. Porém elas já haviam sido descobertas por tuaregues locais e pelo tenente francês Charles Brenans, que documentou algumas das pinturas entre 1933 e 1938. Lhote era membro da equipe de Brenans e reuniu suas anotações. Depois, Lhote retornou ao sítio em novas expedições, entre 1956 e 1962; Jean-Dominique Lajoux foi um fotógrafo das expedições de Lhote no Saara. A abordagem descritiva de Lhote foi criticada por reduzi-las a uma interpretação religiosa e por popularizar entre os arqueólogos termos como "marcianos" ou "Grandes Deuses" para se referir às figuras de cabeça redonda em Tassili.

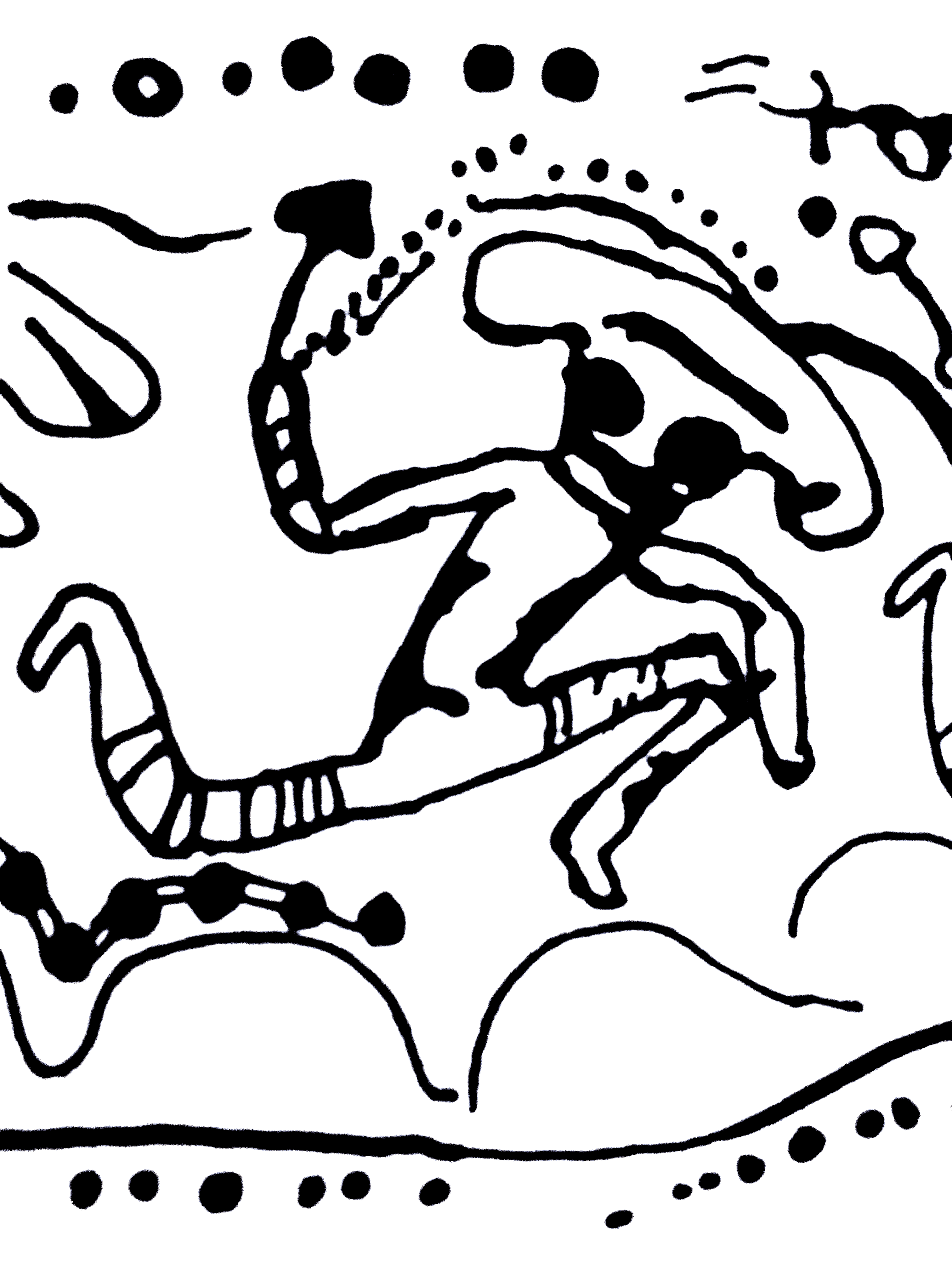
Uma das figuras de Tassili referidas como tendo cabeça no formato de cogumelo e supostamente segurando um cogumelo.

O tipo de silhueta semelhante a cogumelo foi interpretada de várias formas por pesquisadores, como ponta de flecha, remo (segundo o etnógrafo Fabrizio Mori, 1975), um vegetal (provavelmente uma flor, segundo Henri Lhote) ou um símbolo enigmático indefinido. Em um dos painéis, várias figuras antropomórficas mascaradas parecem estar dançando e segurando cogumelos. Uma publicação pelo Serviço Florestal dos Estados Unidos reconheceu que "o mais antigo petróglifo conhecido representando o uso de cogumelos psicoativos vem dos abrigos rochosos em Tassili n'Ajjer" e que "Postula-se que os cogumelos representados no “xamã do cogumelo” são cogumelos Psilocybe". Outros desenhos com características no formato de cogumelos aparecem em petróglifos da região.
O etnobotânico Giorgio Samorini caracterizou-as como provavelmente a evidência física mais antiga de práticas enteomicológicas (o uso de cogumelos psicodélicos), refletindo estados alterados de consciência e rituais de dança, conforme a postura de certas figuras. O micologista Gastón Guzmán considera que os cogumelos da figura são da espécie PsiIocybe mairei, mas também se assemelham a outros cogumelos africanos da região, como P. cubensis, P. aquamarina and P. natalensis.

No entanto, há estudos recentes de acadêmicos da arte rupestre que questionam o paradigma xamanístico e as supostas interpretações de que determinadas características das imagens ilustrariam categorias antropológicas preexistentes, supondo uma aplicação universal para culturas diferentes. O etnomicólogo Brian Akers (PhD) diz que não é certo se as figuras de Tassili são as mais antigas a representar cogumelos, nem quanto à datação e revisão por pares científicos, nem em relação ao estilo, que está longe de ser naturalista e pode ser abstrato. Ele afirma que as artes de Tassili se tornaram ícones da psicodelia da década de 90 na cultura popular e foram objetos de teorias marginais como a "Teoria do Antigo Psiconauta" e a dos antigos astronautas.